# Dolmen del Pla de les Eugues
El Dolmen del Pla de les Eugues és un dolmen situat a la comuna rossellonesa de Bula d'Amunt, a la subcomarca dels Aspres, al límit amb el terme de Glorianes, de la comarca del Conflent, tots dos de la Catalunya del Nord.
Està situat en la carena al sud-oest de la comuna, a la carena que separa el terme de Bula d'Amunt del de Glorianes, al nord-est de Roca Durena i a ponent del Coll de Saleig.
És un semidolmen o paradolmen, o abric, que fou citat en primer lloc l'any 2011 per Jean Abélanet.